# Edith Lucie Bongo
Édith Lucie Bongo Ondimba (10 de marzo de 1964 – 14 de marzo de 2009) fue una médica, y la primera dama de Gabón como la mujer de Presidente Omar Bongo de 1990 a 2009.
Hija del Presidente de Congo Denis Sassou Nguesso, su matrimonio con el pte. Bongo fue en 1990, se dice que políticamente un ejemplo de cooperación entre los dos países según Reuters.
Édith Bongo era médica, especializada en pediatría, con estudios en sida/VIH como foco principal. Ayudó a crear un foro para primeras damas para luchar contra sida y fundó asociaciones para personas y niños vulnerables con incapacidades.
En 2009, fue hospitalizada en Rabat, Marruecos. Y el 14 de marzo de 2009, falleció en el hospital, cuatro días después de su 45.º cumpleaños. La declaración que anunció su deceso no especificaba la causa de muerte o la naturaleza de su enfermedad. No había aparecido en público alrededor tres años precedentes a su muerte. Después del funeral estatal en Libreville, Gabón, sus restos se llevaron a Edu, el pueblo natal de su padre en Congo del norte para un tradicional entierro tribal Mbochi en el cementerio familiar allí el 20 de marzo de 2009. El entierro, televisado en Gabón y Congo, fue asistido por los Presidentes Bongo, Sassou Nguesso, y por los presidentes de Benín, República Centroafricana, República Democrática de Congo, Togo y Guinea Ecuatorial.
Siguiendo su muerte, se anunció en la Tv gabonesa el 6 de mayo de 2009 que Omar Bongo temporalmente "suspendía sus actividades" como Presidente para "recuperar fuerza y resto". El anuncio acentuó que Bongo había sido profundamente afectado por la enfermedad y muerte de su mujer. El Pte. Bongo murió un mes más tarde el 8 de junio de 2009, tres meses después de la muerte de Edith, en una clínica en Barcelona, España.